# Sefik Tagay

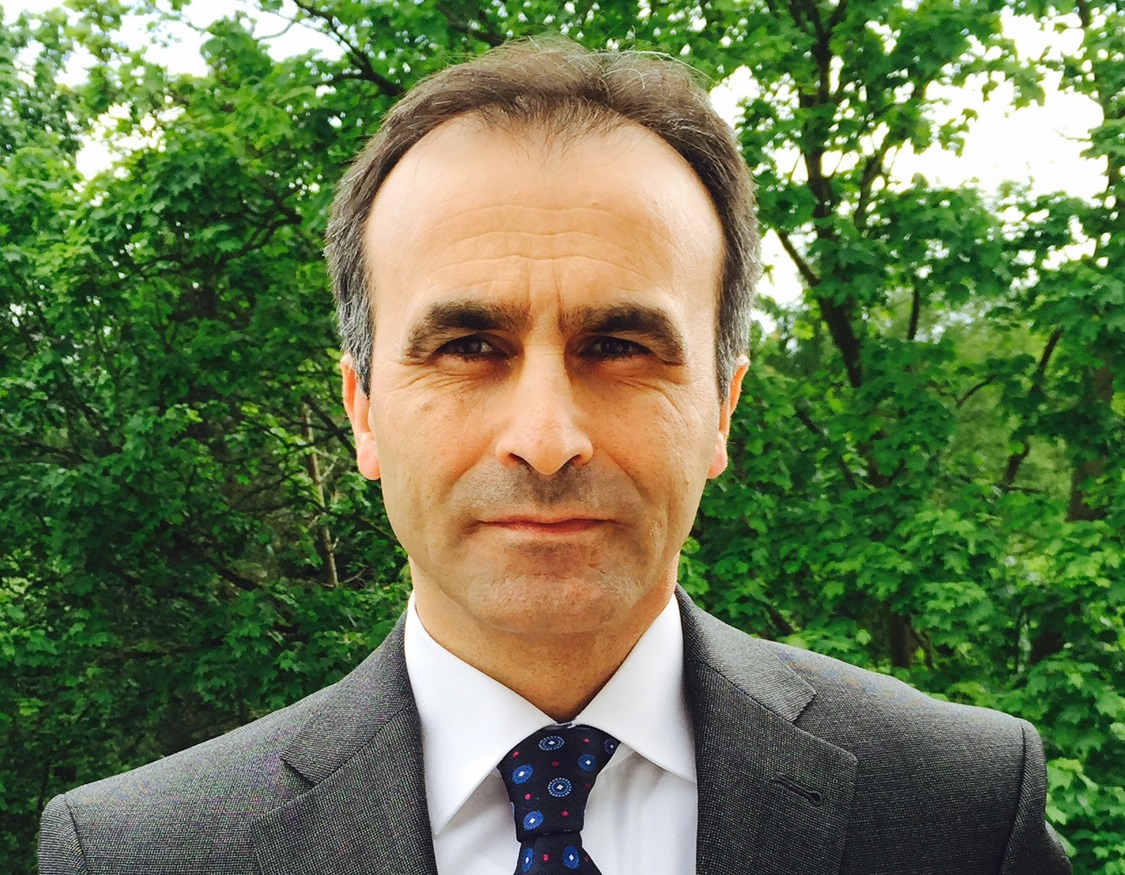
Sefik Tagay, 2015

Sefik Tagay oder Şefik Tagay (* 1972 in Beşiri, Türkei) ist ein deutscher Psychologe, Wissenschaftler und Psychotherapeut an der Technischen Hochschule Köln und der Universität Duisburg-Essen.

## Leben
Der in einer jesidischen Familie aufgewachsene Tagay kam 1981 nach Deutschland. Er ging auf ein Gymnasium in Bochum und studierte nach dem Abitur im Juni 1993 von 1993 bis 1999 an der Ruhr-Universität Bochum Psychologie. Er schloss den Studiengang mit dem Diplom ab. 2005 wurde Tagay in der Medizinischen Fakultät der Universität Duisburg-Essen mit einer Arbeit über Posttraumatische Belastungsstörungen promoviert. 2012 habilitierte sich Tagay im Fach Psychotherapie mit dem Thema Strukturiert-standardisierte Diagnostik von Traumatisierungen und personalen Ressourcen in der Psychotherapie und erhielt die venia legendi (Lehrbefugnis).
Tagay ist Inhaber der Professur für Psychologie mit dem Schwerpunkt Public Health an der TH Köln. Tagay wurde zudem am Institut für Geschlechterstudien mit Lehraufgaben betraut.
Er war Vorsitzender der Gesellschaft Ezidischer AkademikerInnen (GEATagay).

## Forschungsschwerpunkte
Tagay forscht in den Bereichen Psychotraumatologie, Migration und Gesundheit, Essstörungen, Psychoonkologie, Ressourcen, Psychotherapie, klinische Diagnostik und Jesidentum.

## Mitgliedschaften
- Deutsches Kollegium für Psychosomatische Medizin (DKPM)
- Deutsche Gesellschaft für Medizinische Psychologie (DGMP)
- Interdisziplinäres Zentrum für Integrations- und Migrationsforschung (InZentIM)[6]
- Rat für Migration (RfM)

## Psychologische Diagnostik
Mitentwicklung von klinischen Verfahren:
- 2004: Essener Trauma-Inventar (ETI)
- 2007: Essener Trauma-Inventar  für Kinder und Jugendliche (ETI-KJ)
- 2007: Eating Disorders Quality of Life (EDQOL)
- 2007: Essener  Lebensqualitäts-Index für Essstörungen (ELI)
- 2008: Essener Ressourcen-Inventar (ERI)
- 2009: Essener Ressourcen-Inventar für Kinder und Jugendliche (ERI-KJ)
- 2012: Essener Selbstwert-Inventar für Kinder und Jugendliche (ESI-KJ)
- 2013: Essener Migrations-Inventar (EMI)
- 2013: Ezidisches Identitäts-Inventar (EZI)
- 2013: Essener Kollektivismus-Individualismus-Inventar (EKI)
- 2014: Essener  Lebensqualitäts-Index für Essstörungen bei Kindern und Jugendlichen (ELI-KJ)
- 2014: Essener Belastungs-Inventar (EBI)
- 2015: Essener Transidentitäts-Lebensqualitäts-Inventar (ETLI)
- 2016: Essener Partnerschafts-Schmerz-Inventar (EPSI)
- 2016: Essener Resilienz-Inventar für unbegleitete minderjährige Flüchtlinge (ERI-UMF)
- 2018: Essener Dankbarkeits-Inventar (EDI)
- 2020: Kölner COVID-19-Pandemie-Inventar (KCPI)
- 2020: Kölner Anpassungs-Belastungs-Inventar (KABI)
- 2021: Tagay-Selbstschutz-Inventar (TSI)
- 2021: Tagay-Zufriedenheits-Inventar (TZI)[8]

## Preise und Auszeichnungen
- 2004: Posterpreis von der Deutschen Gesellschaft für Verdauungs- und Stoffwechselkrankheiten mit Sektion für Gastroenterologische Endoskopie (DGVS)
- 2010: Förderpreis der Deutschsprachigen Gesellschaft für Psychotraumatologie (DeGPT)

## Veröffentlichungen (Auswahl)
- Die Jesiden. Bundeszentrale für politische Bildung (bpd.de), 2018.
- mit Serhat Ortac: Die Eziden und das Ezidentum - Geschichte und Gegenwart einer vom Untergang bedrohten Religion. Landeszentrale für politische Bildung Hamburg, 2016.
- mit Ellen Schlottbohm und Marion Lindner: Posttraumatische Belastungsstörung. Kohlhammer, 2016.
- mit Wolfgang Senf: Essener Traum-Inventar. (ETI), Hogrefe, 2014.
- mit S. Düllmann, N. Repic, E. Schlottbohm, F. Fünfgeld und W. Senf: Das Essener Ressourcen-Inventar (ERI) – Entwicklung und Validierung. In: Trauma – Zeitschrift für Psychotraumatologie und ihre Anwendungen. 12(1), 2014, S. 72–87.
- mit N. Repic und W. Senf: Diagnostik von Traumafolgestörungen bei Erwachsenen sowie bei Kindern und Jugendlichen mittels Fragebögen. In: Psychotherapeut. Band 58, 2013, S. 44–55.
- mit N. Repic, S. Düllman, S. Schlottbohm, E. Hermans, R. Hiller, M. Holtmann, D. Frosch und W. Senf: Traumatische Ereignisse, psychische Belastung und Prädiktoren der PTBS-Symptomatik bei Kindern und Jugendlichen. In: Kindheit und Entwicklung. Band 22, 2013, S. 70–79.
- mit S. Düllmann, E. Hermans, R. Hiller, N. Repic und W. Senf: Das Essener Trauma-Inventar für Kinder und Jugendliche (ETI-KJ). In: Zeitschrift für Kinder- und Jugendpsychiatrie und Psychotherapie. Band 61, 2011, S. 319–327.
- mit S. Schlegl und W. Senf: Validierung der deutschen Übersetzung des Eating Disorders Quality of Life (EDQOL). In: Psychotherapie, Psychosomatik, Medizinische Psychologie. Band 61, 2011, S. 16–24.
- mit S. Düllmann, S. Schlegl, R. Nater-Mewes, N. Repic, Ch. Hampke, E. Brähler, G. Gerlach und W. Senf: Effekte stationärer Psychotherapie auf Essstörungssymptomatik, gesundheitsbezogene Lebensqualität und personale Ressourcen bei Anorexia und Bulimia nervosa. In: Psychotherapie, Psychosomatik, Medizinische Psychologie. Band 61, 2011, S. 319–327.
- mit A. Kribben, A. Hohenstein, R. Mewes und W. Senf: Posttraumatic stress disorder in hemodialysis patients. In: American Journal of Kidney Diseases. Band 50, 2007, S. 594–601.
- mit Y. Erim, B. Stoelk, A. Möllering, R. Mewes und W. Senf: Das Essener Trauma-Inventar (ETI) - Ein Screeninginstrument zur Identifikation traumatischer Ereignisse und posttraumatischer Störungen. In: Zeitschrift für Psychotraumatologie, Psychotherapiewissenschaft, Psychologische Medizin. 1, 2007, S. 75–89.